# 孔魯明
孔魯明（韓語：공로명，1932年2月25日—），韩国政治人物、外交官。前外务部长。

## 经历
自称孔子第76代后裔。1983年5月任外务部次官补时，以韩方首席代表的身份参加了与中国的谈判，较好地解决了中国民航296号航班劫机事件。

## 荣誉
- 大十字级秘鲁太阳勋章（1995年8月17日）[4]